# AFA Graz-Thalerhof
Die Studios der AFA Graz-Thalerhof (ursprünglich: Austria-Alpenland-Avantgarde-Film G.m.b.H., Unternehmensadresse: Hamerlinggasse 6, Graz-Innere Stadt) waren von 1947 bis 1953 eine „Filmstadt“ auf dem Gelände des Grazer Flughafens Thalerhof in der Gemeinde Feldkirchen bei Graz. In einem 3200 Quadratmeter großen und von den Alliierten nicht mehr benutzten Hangar hatte die Alpenfilm-Austria-Gesellschaft ein prosperierendes Studio gegründet, in dem innerhalb der sechs Jahre des Bestehens immerhin 17 Filme gedreht wurden.

## Geschichte
Die Studios wurden 1947 vom Industriellen Anton Sternig, Inhaber der GRAMA Grazer Metallfabrik A. Sternig, und dem Regisseur Hans Schott-Schöbinger gegründet. Sternig wollte seine Vision eines steirischen Hollywoods zuvor im wenige Kilometer entfernten Kaiserwald in die Wirklichkeit umsetzen, wo er eine nicht fertig gebaute Fliegersiedlung gefunden hatte. Das scheiterte allerdings an der fehlenden Infrastruktur. Bald hatte sich dafür liebevoll der Name „Thaliwood“, in Anlehnung an Hollywood, etabliert. Der erste geplante und 1947 in einer Pressekonferenz angekündigte Film, Unser Stern versinkt, ein Atomkraft-Drama (Buch: Schott-Schöbinger), wurde nicht verwirklicht. Der erste in den Thalerhof-Studios gedrehte Film war Hexen, der am 7. April 1949 im Grazer Annenhofkino seine Uraufführung feierte und zwar bei der Presse durchfiel, aber zum Publikumserfolg wurde.
Während der Produktion von Hexen, für die noch der adaptierte Hangar genutzt wurde, schritten die Planungen für die Errichtung einer zeitgemäßen Filmstadt voran, entworfen vom Grazer Architekten Alfred Palenczsar.
In mehreren Filmen war Curd Jürgens, der das Kriegsende in der Steiermark erlebt hatte, zu sehen, oder er führte selbst Regie – sein Regiedebüt gab er 1950 mit Prämien auf den Tod, gedreht in den AFA-Studios am Flughafen Graz und in der Grazer Innenstadt. In seiner Autobiografie schilderte er: Ein Ofenfabrikant aus Graz, der in einer leer stehenden Flugzeughalle die obskursten Filme produziert, hat einen Narren an mir gefressen. Er lässt mir freie Hand, wenn ich nach eigenen Ideen einen künstlerisch wertvollen Film herstellen will ...
Der bekannteste in den AFA-Studios gedrehte Film ist die Schweizer Produktion Die Vier im Jeep. Der Film spielt zwar in Wien, für die Außenaufnahmen wurde aber auch in Graz (Landhaushof, Stempfergasse, Glockenspielplatz, Neue Galerie in der Neutorgasse) gedreht.
Die Ateliertage in den steirischen Studios waren wesentlich günstiger als in Wien und München, was sie für viele Produzenten attraktiv machten, so drehten auch Franz Antel („Der Obersteiger“, „Kaiserwalzer“) und Helmut Käutner (Probeaufnahmen für Die letzte Brücke) in „Thaliwood“.
Trotz des temporären Erfolgs wurde die Arbeit am Thalerhof 1954 eingestellt. Einerseits war der Flugverkehr am Thalerhof wieder aufgenommen worden, andererseits war die Alpenfilm in finanzielle Schwierigkeiten geraten, nachdem das gekaufte Gelände im Kaiserwald im Sommer 1953 zwangsversteigert wurde. Das Studio wurde 1956 liquidiert.
2022 widmete das österreichische Filmfestival Diagonale dem Filmstudio eine Programmschiene („Come and shoot in Thaliwood“), die Ausstellung „Film und Kino in der Steiermark“ im Museum für Geschichte am Universalmuseum Joanneum zeigte Plakate und Fotos aus „Thaliwood“.

## Filme
Die in den AFA-Studios am Grazer Flughafen gedrehten Filme:
- Hexen, 1949 (Regie: Hanns Schott-Schöbinger, mit Edith Mill, Margrit Aust und Curd Jürgens)
- Schuss durchs Fenster, 1950 (Regiedebüt von Siegfried Breuer, mit Curd Jürgens, Siegfried Breuer, Edith Mill, Gunther Philipp und Fritz Eckhardt)
- Prämien auf den Tod, 1950 (Regiedebüt von Curd Jürgens, mit Siegfried Breuer, Judith Holzmeister, Werner Krauß und Josef Meinrad)
- Erzherzog Johanns große Liebe, 1950 (Regie: Hans Schott-Schöbinger, mit Marte Harell und O. W. Fischer in der Titelrolle als Habsburger Erzherzog Johann von Österreich)
- Die Vier im Jeep, 1950 (Regie: Leopold Lindtberg, mit Ralph Meeker und Viveca Lindfors)
- Cordula, 1950 (Regie: Gustav Ucicky, mit Paula Wessely und Attila Hörbiger)
- Gangsterpremiere, 1951 (Regie: Curd Jürgens, mit Grethe Weiser und Bruni Löbel)
- Der schweigende Mund, 1951 (Regie: Karl Hartl, mit Oskar Homolka, Gisela Uhlen und Curd Jürgens)
- Das Tor zum Frieden, 1951 (Regie: Wolfgang Liebeneiner mit seiner Frau Hilde Krahl in einer Hauptrolle)
- Der Obersteiger, 1952 (Regie: Franz Antel, mit Hans Holt, Josefin Kipper, Gunther Philipp und Waltraud Haas)
- Kaiserwalzer, 1952 (Regie: Franz Antel, mit Willy Danek, Maria Holst, Rudolf Prack und Gunther Philipp)
- Die letzte Brücke, 1953 (Regie: Helmut Käutner; nur Probeaufnahmen)
- Das Früchtchen, 1953 (Regie: Franz Antel, mit Ingrid Pan und Jane Tilden)
- Die süßesten Früchte, 1954 (Regie: Franz Antel, Drehbuch Karl Farkas und Karl Georg Külb)
- Das leuchtende Medium, ohne Jahr (Regie: Hans Hansen)
- Der rote Prinz, 1954 (Regie: Hans Schott-Schöbinger, mit Inge Egger und Peter Pasetti in der Titelrolle als Habsburger Erzherzog Johann Salvator)
- Weg in die Vergangenheit, 1954 (Regie: Karl Hartl, mit Paula Wessely und Attila Hörbiger, Willi Forst, Willy Fritsch, Josef Meinrad sowie Maria Holst und Rudolf Fernau)